# Броун, Иван Юрьевич
Граф Иван Юрьевич (Георгиевич) Броун (Иоганн Георг фон Броун; Броун-Камус; 20 сентября 1767, Рига – январь 1827, Вена) — русский военный деятель из рода Броунов, бригадир, наиболее известный как покровитель композитора Людвига ван Бетховена.

## Биография
Выходец из одной самых высокопоставленных семей Российской империи XVIII столетия. Сын генерал-аншефа Юрия Юрьевича Броуна (Брауна; 1698—1792), ирландца-католика, на протяжении 30 лет (с 1762 по 1792 год) занимавшего пост генерал-губернатора Риги, и его второй жены, остзейской немки Элеоноры Кристины фон Менгден (1729—1787), внучки  генерал-фельдмаршала Христофора Антоновича Миниха (1683—1767). 
При этом первым браком генерал-аншеф Броун был женат на Елене Петровне Ласси (1678—1751), дочери генерал-фельдмаршала Петра Петровича Ласси, также ирландца по происхождению. Хотя Броун-младший (если только верна дата его рождения)  не был кровным родственником семейства Ласси, после переезда в Австрию ему оказывал покровительство австрийский генерал-фельдмаршал Франц Мориц фон Ласси (1725—1801), родной брат первой жены его отца, генерал-аншефа Броуна.
Иван Броун родился в Риге. Его отец, однако, потребовал, и даже указал в своём завещании, что по достижении шестилетнего возраста его сын должен быть направлен в страну, где господствует католицизм (Броуны были ревностными католиками). Завещание не потребовалось, так как Броун-старший прожил на редкость долгую жизнь (94 года) и сам отправил маленького сына для обучения в один из монастырей Праги, где его воспитанием занимался образованный иезуит Иоганн Дисбах, который привил мальчику, в том числе, и любовь к музыке. С 1778 по 1780 год мальчик со своим наставником проживали в Вене, после чего Дисбах сопровождал своего воспитанника в Ригу на встречу с отцом. После этого юноша, которому исполнилось 13 лет, несколько лет путешествовал со своим наставником по Европе, и в 1784 году прекрасно образованным человеком вернулся в Россию. Екатерина II, на которую юноша произвёл самое приятное впечатление, произвела его (в 18 лет) в младший офицерский чин корнета, а затем хотела произвести в камер-юнкеры (придворное звание), на что, однако, не согласился его отец, видимо, не желавший для сына пути фаворита престарелой императрицы. 
Екатерина Великая, как ни странно, пошла навстречу желанию одному из самых заслуженных своих генералов. Его сын, отказавшись от придворной, делал сугубо военную карьеру, дослужившись до полковника и командира Кегсгольмского пехотного полка, после чего был произведён в бригадиры и назначен российским военным атташе в Вене — городе, с которым был прекрасно знаком, и в котором имел многочисленные связи. 
Иван Юрьевич Броун был женат с 1790 года на Анне (Аннетте) Маргарите фон Фитингоф (1769—1803), дочери российского сенатора, тайного советника Ивана Фёдоровича (Отто) фон Фитингофа, основателя Немецкого театра в Риге. Иван Фёдорович Фитингоф к тому же содержал целый частный оркестр из 24 музыкантов, и с детства привил дочери интерес и любовь к музыке. По некоторым данным, Анна Фитингоф и сама была неплохой пианисткой. Родной сестрой Анны была известная мистически настроенная писательница баронесса Крюденер (1764—1824).
Свадьба Ивана и Анны состоялась в Риге 22 августа и стала важнейшим событием в светской жизни города: в местных газетах в честь новобрачных даже публиковались поздравительные стихи.
Жена сопровождала бригадира Броуна на службу в Вену. Там он решил остаться, выйдя в отставку с российской военной службы. Не вполне ясно, когда именно было принято это решение, и было ли оно связано со смертью Екатерины Второй (1796) или взаимоотношениями с её взбалмошным наследником, Павлом I. Как бы там ни было, отставка Броуна не сопровождалась громким (или, по крайней мере, долгим) конфликтом, так как в 1814 году, давно проживая в Вене в чине отставного русского бригадира, он продолжал числиться владельцем имений Смилтене и Сигулда (Зегевольд) в российской Лифляндии, которые приносили приличный доход. 
Тогда же, в 1814 году, Броун был указан в документах, как кавалер Мальтийского ордена, однако неясно, был ли он вручён ему Павлом I в России, или другим великим магистром и при других обстоятельствах.
В 1798 году у четы Броунов родился сын Мориц, которому они стремились дать прекрасное образование. Как и отец, Мориц учился музыке, совершил длительное путешествие по Европе, однако скончался, не пережив отца (то есть, до 1827 года).

## Броун и Бетховен
Иоганн Георг фон Броун более всего известен, как покровитель Людвига ван Бетховена. Композитор часто посещал дом графа в Вене и исполнял там свои произведения. Фердинанд Рис, ученик Бетховена, по его рекомендации был принят пианистом в дом фон Броуна. Рис является автором подробных воспоминаний, в которых подробно описал знакомство Бетховена с Броунами и посещение композитором дома Броунов в качестве пианиста. 
Несколько бетховенских сочинений, с 1798 по 1803, были посвящены Броуну, причём в одном из посвящений (в июле 1798 году) Бетховен называет его «Первейшим покровителем его музы»  а также «бригадиром на службе его величества, императора всея России», что косвенно доказывает, что в то время (в царствование Павла) Броун продолжал исполнять обязанности военного атташе. В те же годы, Бетховен посвящал свои сочинения жене графа, Анне Маргарите.
Бригадиру Броуну композитор посвятил три струнных трио ор. 9 (посвящение к которым процитировано выше), а также фортепианную сонату ор. 22 (1802), Семь вариаций для фортепиано и виолончели на тему из «Волшебной флейты» Моцарта (1802) и шесть песен на слова Геллерта ор. 48 (1803). По предположению советского латышского исследователя Гунара Мелдера (1932—1969), песни на слова Геллерта являлись своеобразным музыкальным некрологом — откликом Бетховена на смерть супруги Броуна, Анны Маргариты. 
Самой Анне Маргарите композитор успел посвятить три фортепианные сонаты ор. 10 (1798), Двенадцать вариаций для фортепиано на тему русского танца (1797) и Шесть вариаций для фортепиано на тему из оперы Зюсмайера «Сулейман II» (1799).

## Смерть и наследники
Граф Иван Юрьевич Броун скончался в 1827 году, и был похоронен в Вене, в склепе своего дяди, австрийского фельдмаршала Ласси. Наследником бригадира стал его брат, который пережил его всего на несколько лет, и скончался в 1835 году, не оставив наследника, после чего между российским представителем в Вене и лифляндским генерал-губернатором завязалась переписка о дальнейшей судьбе крупных поместий Броунов в Лифляндии.

## Основной источник
- Гунар Мелдер. Бетховен и Латвия. В сборнике: Из истории советской бетховенианы : Сборник статей и фрагментов из работ А. В. Луначарского, А. К. Глазунова, Н. Я. Мясковского [и др.] / Сост., ред., предисл. и коммент. Н. Л. Фишмана. - Москва : Сов. композитор, 1972. - 326 с. : портр., нот.; 22 см.